# Solitary Man (nummer)
"Solitary Man" is een nummer van de Amerikaanse zanger Neil Diamond. Het nummer verscheen op zijn debuutalbum The Feel of Neil Diamond uit 1966. Op 4 april van dat jaar werd het nummer uitgebracht als de eerste single van het album.

## Achtergrond
"Solitary Man" is geschreven door Diamond zelf en geproduceerd door Jeff Barry en Ellie Greenwich. Het is de eerste single die hij uitbracht die hij voor zichzelf schreef; eerdere singles waren geschreven voor andere artiesten, die het al opnamen voordat hij dit zelf deed. Diamond schreef het nummer over zichzelf, maar realiseerde zich dit niet tot enkele jaren nadat het werd uitgebracht. Diamond nam twee versies van het nummer op: de ene versie bevatte harmonieën tijdens het refrein en een vrouwelijk achtergrondkoor, terwijl hij op de andere versie alleen zong.
"Solitary Man" werd een redelijke hit bij de eerste uitgave in 1966; in de Verenigde Staten kwam het tot plaats 55 in de Billboard Hot 100, terwijl het in Canada een plaats lager piekte. Nadat Diamond meer succes kreeg na zijn overstap naar Uni Records, besloot Bang Records om het in de zomer van 1970 opnieuw uit te brengen. Ditmaal kwam het tot plaats 21 in de Verenigde Staten en plaats 31 in Canada. Ook kwam het in Australië de hitlijsten binnen, waar het piekte op plaats 36.
"Solitary Man" wordt gezien als een van de belangrijkste nummers uit de carrière van Diamond. Het is nadien ook door veel artiesten gecoverd:
- In 1966 bracht Gianni Morandi een Italiaanstalige cover uit onder de titel "Se perdo anche te" (Als ik jou ook verlies). De tekst is geschreven door Franco Migliacci en het nummer is gearrangeerd door Ennio Morricone.
- In 1976 bereikte T. G. Sheppard de veertiende plaats in de Amerikaanse countrylijsten met zijn cover.
- In 1989 zetten The Sidewinders een cover op hun album Witchdoctor.
- In 1993 kwam Chris Isaak tot plaats 85 in de Britse hitlijsten met zijn cover.
- In 2000 bracht Johnny Cash een cover uit als de titeltrack van zijn album American III: Solitary Man. Hiervoor ontving hij een Grammy Award in de categorie Best Male Country Vocal Performance, hoewel het nooit als single verscheen. Het nummer werd gebruikt in de televisieseries Stargate Atlantis en Criminal Minds en als achtergrondmuziek bij de openingscredits van de film Solitary Man uit 2009.
- In 2004 kwam HIM tot de tweede plaats in Finland en de negende plaats in het Verenigd Koninkrijk met hun cover.
- Andere covers zijn afkomstig van onder meer Crooked Fingers en Cliff Richard.

## NPO Radio 2 Top 2000
Solitary Man (Johnny Cash) stond alleen in 2019 in de NPO Radio 2 Top 2000, op plek 1938.